# D-25T

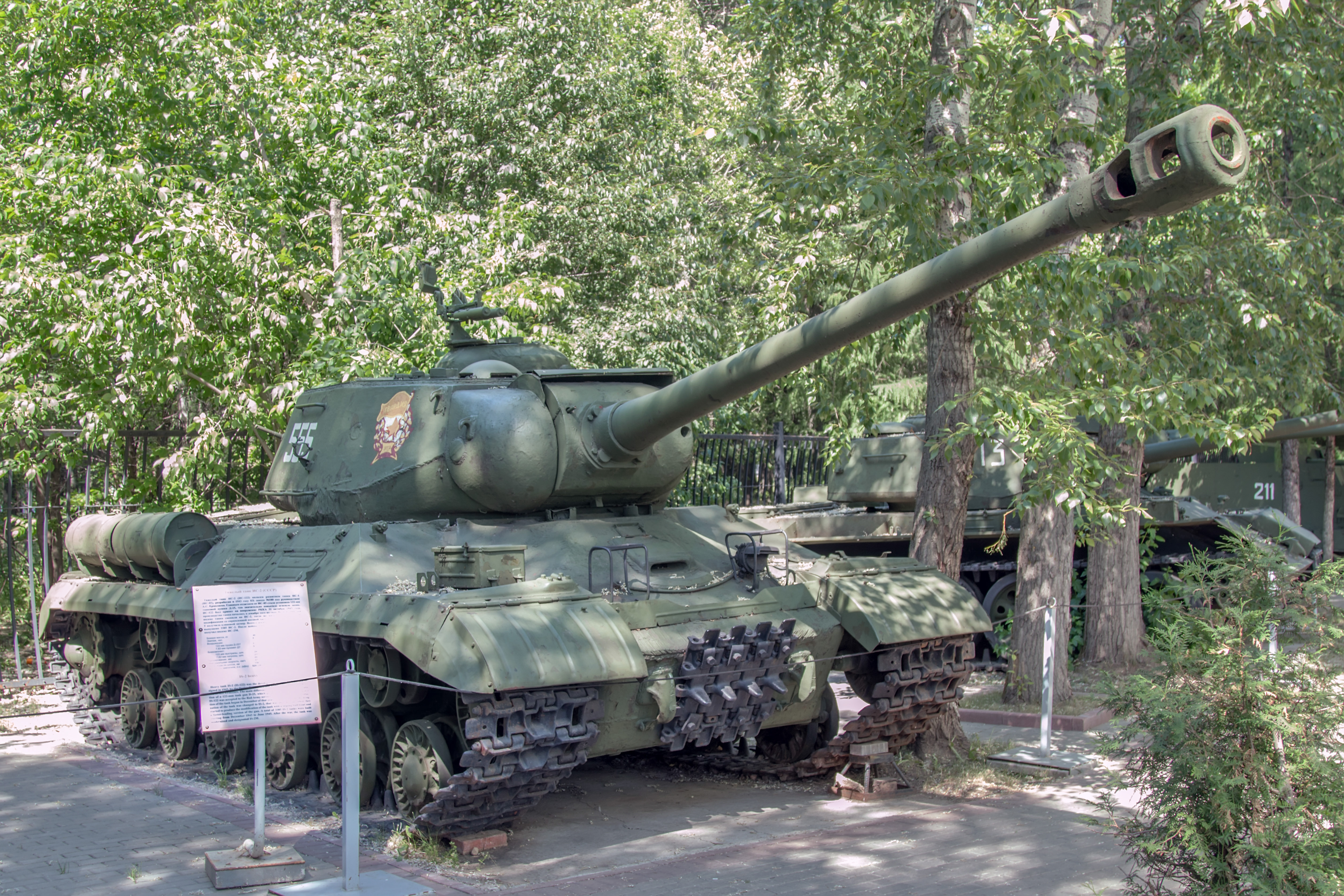
El IS-2 con cañón D-25T del Museo de la Gran Guerra Patriótica, Moscú.

El D-25T fue un cañón de tanque de 122 mm y de ánima rayada, empleado durante la Segunda Guerra Mundial por el Ejército soviético en varios de sus tanques y cazacarros. Era una variante del cañón M1931/37 (A-19).

## Características
EL D-25T tenía un calibre de 122 mm, lo cual permitía el empleo de proyectiles con una alta carga explosiva, pero comprometía la cadencia de disparo de los tanques que lo empleaban. Su munición llegaba a pesar 25 kg y era de tres tipos, AP, APCB y HE. Dado que está demostrado que la munición de alto poder explosivo o rompedora es más empleada que la perforante, su elevado calibre era de gran ayuda para despejar posiciones bien defendidas como si se tratara de artillería autopropulsada.
El problema de su elevado peso, junto con que la munición estaba dividida en dos partes, hacia que la cadencia de tiro fuera relativamente baja. Tanto en el IS-2, como en el IS-3, la cadencia solía ser de 2-3 proyectiles por minuto. Otra de sus desventajas era el gran volumen que ocupaba la munición, lo que restringía el número de proyectiles transportados por el tanque.
Las pruebas de velocidad dieron una velocidad inicial de 780-800 m/s para los diferentes tipos de proyectiles del D-25T. A pesar de tener una velocidad relativamente baja en comparación con los cañones alemanes más avanzados, al poseer una masa y energía cinética superior al del resto en la mayoría de los casos, la penetración era aceptable. En algunos casos consiguió poner fuera de combate a un tanque enemigo sin llegar a perforarlo.
A continuación se muestra una tabla de penetraciones del cañón D-25T para las dos municiones principales, la AP y la APBC (munición BR-471 y BR471B respectivamente). En ambos casos se comparan las penetraciones a 0° y a 60° respecto a la vertical, aunque normalmente se empleaban 30° en vez de 60° en las tablas alemanas, mientras que los soviéticos consideraban las inclinaciones a 0° y 60° más convenientes para sus estimaciones.
| Munición   | Ángulo | Penetración del proyectil (mm) | Penetración del proyectil (mm) | Penetración del proyectil (mm) | Penetración del proyectil (mm) |
| Munición   | Ángulo | a 500 m                        | a 1000 m                       | a 1500 m                       | a 2000 m                       |
| ---------- | ------ | ------------------------------ | ------------------------------ | ------------------------------ | ------------------------------ |
| D-25T AP   | a 0°   | 152                            | 142                            | 133                            | 122                            |
| D-25T AP   | a 60°  | 122                            | 115                            | 107                            | 97                             |
| D-25T APBC | a 0°   | 155                            | 143                            | 132                            | 116                            |
| D-25T APBC | a 60°  | 125                            | 120                            | 110                            | 100                            |

Munición empleada por el D25T.

El cañón en sí era de buena calidad. Tendía a desviarse del eje vertical hasta un máximo de 170 mm y en el horizontal hasta 270 mm, lo cual no era demasiado en comparación con el KwK 43 de 88 mm que equipaba al Tiger II alemán.
Las municiones empleadas fueron:
- OF-471: Munición de fragmentación
- BR-471: Proyectil perforante AP
- BR-471b: Proyectil perforante con núcleo balístico APBC

El IS-2 fue uno de los tanques que emplearon este cañón, junto con el IS-3, donde se proyectó un D-25T de 48 calibres de 2.420 kg y entre -3° y 20° de elevación.